# هکن‌برگ، نیو ساوت ولز
هکن‌برگ (به انگلیسی: Heckenberg) یک حومه شهر در استرالیا است که در نیو ساوت ولز واقع شده‌است.